# Меню (інтерфейс)

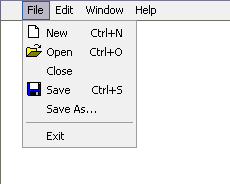
Приклад графічного меню

Меню́ (фр. Menu) — елемент інтерфейсу користувача, що дозволяє вибрати одну з декількох перерахованих опцій програми. У сучасних операційних системах меню є найважливішим елементом графічного інтерфейсу користувача.
Пункти меню можуть вибиратися користувачем будь-яким з вказівних пристроїв введення, що надаються електронним пристроєм.

## Типи меню
Розрізняють такі типи меню:
- за виконанням:
  - текстове;
  - графічне.

- за функціями:
  - головне меню програми;
  - спливаюче меню;
  - контекстне меню;
  - системне меню.

## Елементи меню
- Пункт меню — окремі опції програми.
- Піктограма — мініатюрне зображення, що ілюструє дію
- Роздільник — лінія, що візуально розділяє групи однорідних пунктів меню.
- «Упор» обмежує хід зсуву курсора

Елементи меню зазвичай згруповані в:
- Рядок меню (Menu bar) — основна частина меню, яка постійно знаходиться у вікні програми (рідше ховається і з'являється при певних діях користувача). Цей рядок є так званим головним меню вікна (англ. Main menu) або меню верхнього рівня (англ. Top-level menu), яка може містити
- Спливаюче меню (popup menu) або підменю (submenu). Вибір елемента головного меню зазвичай призводить до виклику спливаючого меню (з'являється під головним), яке, своєю чергою, може містити підменю.

Таким чином меню утворює ієрархічну структуру функціональних можливостей програми.
Пункти меню в головному і спливаючих меню можуть бути включені (Enabled), вимкнені (Disabled) або недоступні (Grayed). Іноді замість слів «включено» і «вимкнено» використовують слова «активно» (Active) і «неактивно» (Inactive). Зазвичай пункти, позначені як включені або виключені, для користувача виглядають однаково, а недоступний пункт меню виводиться дещо затемненим, зокрема, сірим кольором.